# Tonikalisierung
Von Tonikalisierung (englisch tonicisation (BE) bzw. tonicization (AE), französisch tonicisation) spricht man in der Musiktheorie, wenn vorübergehend eine andere als die I. Stufe einer herrschenden Tonart als Tonika gedeutet werden kann, ohne dass diese Tonart als übergeordnetes Bezugssystem aufgegeben würde.
Geprägt wurde der Begriff von Heinrich Schenker, dem zufolge „jede Stufe einen unwiderstehlichen Drang [bekundet], sich den Wert der Tonika als der stärksten Stufe zu erobern“. Seine Definition lautet:

„Wenn nun diesem Drange der Stufe nach dem stärksten Wert der Tonika innerhalb einer Diatonie, der die Stufe angehört, wirklich stattgegeben wird, so bezeichne ich den Prozeß als Tonikalisierung und die Erscheinung selbst als Chromatik.“

Schenker unterscheidet zwischen einer unmittelbaren und einer mittelbaren Tonikalisierung.
Erstere liegt vor, wenn einer Stufe nur durch vereinzelte Töne (wie z. B. Wechsel- oder Durchgangsnoten) kurzzeitig eine Tonika-Färbung verliehen wird. Dies zeigt Schenker u. a. an folgendem Ausschnitt aus dem Italienischen Konzert (BWV 971, T. 30–34) von Johann Sebastian Bach:
Das in der herrschenden Tonart F-Dur leiterfremde es im zweiten Takt des Beispiels ist in B-Dur leitereigen, sodass man hier von der unmittelbaren Tonikalisierung der IV. Stufe von F-Dur sprechen kann.
Eine mittelbare Tonikalisierung (nach Schenker weitaus häufiger) liegt vor, wenn sich die Stufe zu ihrer Tonikalisierung nicht einzelner Töne, sondern „einer oder mehrerer vorhergehenden Stufen bedient“.
Dies geschieht durch chromatische Veränderung der vorausgehenden Stufe(n) zu einer „Harmoniefolge nach dem Schema V–I oder VII–I“, also im Sinne der Funktionstheorie durch die Verwendung von Zwischendominanten.
Franz Schubert: Sinfonie in h-Moll, 1. Satz, T. 44–53:
Die II. Stufe der herrschenden Tonart G-Dur (blau markiert) wird tonikalisiert, indem in T. 49 über dem Basston e die leitereigene Terz g zum gis (rot markiert) erhöht wird und diese VI. Stufe dadurch als lokale Dominante dient.
Darüber hinaus kann es auch zu einer „Miniaturtonikalisierung“ kommen, die sich nicht auf Stufen-Ebene abspielt, sondern bloß einzelne Töne betrifft.
Im obigen Beispiel, dem Instrumentalvorspiel zur Arie The people that walked in darkness aus Georg Friedrich Händels Messiah, wird dem Ton fis bzw. e (blau markiert) jeweils durch den vorausgehenden Ton eis bzw. dis (rot markiert) kurzzeitig eine tonikale Färbung verliehen.